# 國立彰化師範大學工學院
國立彰化師範大學工學院（英語：College of Engineering National Changhua University of Education），簡稱彰師大工學院，為臺灣師範院校中唯一獨立設置非教育性工程類科的工程學院，獨立於技術及職業教育學院（工業教育與技術學系），彰師大工學院中眾多系所課程為中華工程教育學會所認證，位於寶山校區。

## 歷史[1]
- 民國91年，正式成立工學院，設置機電工程學系、電機工程學系、電子工程學系、資訊工程學系四個學系。
- 民國95年，成立電信工程學研究所及顯示技術研究所。
- 民國99年，工學院大樓興建正式開工。
- 民國99年，顯示技術研究所停止招生。
- 民國100年，新建工學院大樓完工。
- 民國100年，積體電路設計研究所更名為資訊工程學系積體電路設計研究所。
- 民國106年，資訊工程學系積體電路設計研究所更名為資訊工程學系物聯網碩士班。
- 民國110年，電信工程研究所碩士班與電子系工程學系碩士班整併。
- 民國111年，增設工學院國際工程碩士學位學程。

## 系所
- 電機工程學系
- 電子工程學系
- 資訊工程學系
- 機電工程學系
- 工學院國際工程碩士學位學程

## 歷任院長[2]
- 林清一 教授

（2002/08/01 ~ 2005/07/31）
- 李清和 教授

（2005/08/01 ~ 2008/07/31）
- 陳明飛 教授

（2008/08/01 ~ 2011/07/31）
- 黃宜正 教授

（2011/08/01 ~ 2014/07/31）
- 陳良瑞 教授

（2014/08/01 ~ 2020/07/31）
- 賴永齡 教授

（2020/07/31~ ）